# 滋賀県第3区
滋賀県第3区（しがけんだい3く）は、日本の衆議院議員総選挙における選挙区。1994年（平成6年）の公職選挙法改正で設置。（2002年（平成14年）に一部区割りの見直しが行われた）。

## 区域

### 現在の区域
2022年（令和4年）公職選挙法改正以降の区域は以下のとおりである。4区の廃止により、2002年の4区成立以前の区域に戻った。
- 草津市
- 守山市
- 栗東市
- 甲賀市
- 野洲市
- 湖南市

### 2002年から2022年までの区域
2013年（平成25年）公職選挙法改正から2022年の小選挙区改定までの区域は以下のとおりである。
- 草津市
- 守山市
- 栗東市
- 野洲市

2002年（平成14年）公職選挙法改正から2013年の小選挙区改定までの区域は以下のとおりである。2002年の区割り変更により、甲賀郡は4区に移動。
- 草津市
- 守山市
- 栗東市
- 野洲郡

### 2002年以前の区域
1994年（平成6年）公職選挙法改正から2002年の小選挙区改定までの区域は以下のとおりである。
- 草津市
- 守山市
- 栗太郡
- 野洲郡
- 甲賀郡

## 歴史
パナソニック・オムロン・マックスファクター・日清食品など大企業の工場が多数立地し、県内最大の工業地帯である。また新快速路線であるJR琵琶湖線（東海道本線）沿線として、1980年代以降京阪地域のベッドタウン化が進んでいる。中選挙区制時代は宇野宗佑元首相（守山市出身）の地盤である農村地帯であったが、労働者・サラリーマン層の流入にともない関西でも有数の人口増加をみる。
選挙区の増設に伴い岩永峯一が新設の4区に移動した後は宇野宗佑の女婿である宇野治が自民党公認で出馬していたが、現在は上記のような理由もあって以前ほどの自民党の強さは見られなかった。2003年からは松下政経塾と連合系労働組合出身である民主党の三日月大造が連続当選していた。
2012年の総選挙では自民党新人の武村展英が当選し、三日月は比例復活に回った。それ以外の滋賀県内の小選挙区で民主党候補は比例復活もできず落選し、結果として三日月は滋賀県内で唯一の民主党衆議院議員となった。しかし、2014年に三日月は滋賀県知事選挙出馬（当選）のため議員辞職。それに伴い1区の川端達夫が繰り上げ当選した。2014年の総選挙で民主党は小川泰江を擁立したが、武村が差を広げて当選し、小川は惜敗率を大きく下げて比例復活もできず落選した。これにより第43回以降三日月が維持してきた民主党の議席が途切れることになった。その後は武村が対立候補の比例復活を許さない盤石な選挙戦を続けていたが、2024年の総選挙で3番手だった参政党の北野裕子が比例近畿ブロック全体での参政党の知名度もあって復活当選し、同党初の小選挙区復活当選を果たした。また、与党以外が復活当選するのも12年ぶりの事だった。

## 小選挙区選出議員
| 選挙名                 | 年     | 当選者     | 党派       |
| ---------------------- | ------ | ---------- | ---------- |
| 第41回衆議院議員総選挙 | 1996年 | 岩永峯一   | 無所属     |
| 第42回衆議院議員総選挙 | 2000年 | 岩永峯一   | 自由民主党 |
| 第43回衆議院議員総選挙 | 2003年 | 三日月大造 | 民主党     |
| 第44回衆議院議員総選挙 | 2005年 | 三日月大造 | 民主党     |
| 第45回衆議院議員総選挙 | 2009年 | 三日月大造 | 民主党     |
| 第46回衆議院議員総選挙 | 2012年 | 武村展英   | 自由民主党 |
| 第47回衆議院議員総選挙 | 2014年 | 武村展英   | 自由民主党 |
| 第48回衆議院議員総選挙 | 2017年 | 武村展英   | 自由民主党 |
| 第49回衆議院議員総選挙 | 2021年 | 武村展英   | 自由民主党 |
| 第50回衆議院議員総選挙 | 2024年 | 武村展英   | 自由民主党 |

## 選挙結果
時の内閣：第1次石破内閣 解散日：2024年10月9日 公示日：2024年10月15日
当日有権者数：39万2773人 最終投票率：55.77%（前回比：1.66%） （全国投票率：53.85%（2.08%））
| 当落 | 候補者名 | 年齢 | 所属党派     | 新旧 | 得票数   | 得票率 | 惜敗率 | 推薦・支持 | 重複 |
| ---- | -------- | ---- | ------------ | ---- | -------- | ------ | ------ | ---------- | ---- |
| 当   | 武村展英 | 52   | 自由民主党   | 前   | 95,874票 | 45.05% | ――     | 公明党推薦 | ○    |
|      | 出路真吾 | 41   | 日本維新の会 | 新   | 64,628票 | 30.37% | 67.41% |            | ○    |
| 比当 | 北野裕子 | 39   | 参政党       | 新   | 26,862票 | 12.62% | 28.02% |            | ○    |
|      | 佐藤耕平 | 42   | 日本共産党   | 新   | 25,446票 | 11.96% | 26.54% |            |      |

時の内閣：第1次岸田内閣 解散日：2021年10月14日 公示日：2021年10月19日
当日有権者数：27万4521人 最終投票率：57.43%（前回比：2.88%） （全国投票率：55.93%（2.25%））
| 当落 | 候補者名 | 年齢 | 所属党派     | 新旧 | 得票数   | 得票率 | 惜敗率 | 推薦・支持               | 重複 |
| ---- | -------- | ---- | ------------ | ---- | -------- | ------ | ------ | ------------------------ | ---- |
| 当   | 武村展英 | 49   | 自由民主党   | 前   | 81,888票 | 52.79% | ――     | 公明党推薦               | ○    |
|      | 直山仁   | 49   | 日本維新の会 | 新   | 41,593票 | 26.81% | 50.79% |                          | ○    |
|      | 佐藤耕平 | 39   | 日本共産党   | 新   | 20,423票 | 13.17% | 24.94% | 社会民主党滋賀県連合推薦 |      |
|      | 高井崇志 | 52   | れいわ新選組 | 前   | 11,227票 | 7.24%  | 13.71% |                          | ○    |

- 高井は第48回までは岡山1区で活動、第50回は埼玉13区から立候補して比例復活。

時の内閣：第3次安倍第3次改造内閣 解散日：2017年9月28日 公示日：2017年10月10日
当日有権者数：26万6377人 最終投票率：54.55%（前回比：1.36%） （全国投票率：53.68%（1.02%））
| 当落 | 候補者名 | 年齢 | 所属党派   | 新旧 | 得票数   | 得票率 | 惜敗率 | 推薦・支持               | 重複 |
| ---- | -------- | ---- | ---------- | ---- | -------- | ------ | ------ | ------------------------ | ---- |
| 当   | 武村展英 | 45   | 自由民主党 | 前   | 78,724票 | 55.34% | ――     | 公明党推薦               | ○    |
|      | 小川泰江 | 54   | 希望の党   | 新   | 48,018票 | 33.76% | 61.00% |                          | ○    |
|      | 石堂淳士 | 43   | 日本共産党 | 新   | 15,502票 | 10.90% | 19.69% | 社会民主党滋賀県連合推薦 |      |

- 小川はその後2019年滋賀県議会議員選挙に守山市選挙区から無所属で立候補し当選。

時の内閣：第2次安倍改造内閣 解散日：2014年11月21日 公示日：2014年12月2日
当日有権者数：25万3069人 最終投票率：53.19%（前回比：9.5%） （全国投票率：52.66%（6.66%））
| 当落 | 候補者名 | 年齢 | 所属党派   | 新旧 | 得票数   | 得票率 | 惜敗率 | 推薦・支持                   | 重複 |
| ---- | -------- | ---- | ---------- | ---- | -------- | ------ | ------ | ---------------------------- | ---- |
| 当   | 武村展英 | 42   | 自由民主党 | 前   | 70,789票 | 53.83% | ――     | 公明党推薦                   | ○    |
|      | 小川泰江 | 51   | 民主党     | 新   | 46,593票 | 35.43% | 65.82% | 緑の党グリーンズジャパン推薦 | ○    |
|      | 西川仁   | 67   | 日本共産党 | 新   | 14,113票 | 10.73% | 19.94% |                              |      |

時の内閣：野田第3次改造内閣 解散日：2012年11月16日 公示日：2012年12月4日 最終投票率：62.69% （全国投票率：59.32%（9.96%））
| 当落 | 候補者名   | 年齢 | 所属党派     | 新旧 | 得票数   | 得票率 | 惜敗率 | 推薦・支持     | 重複 |
| ---- | ---------- | ---- | ------------ | ---- | -------- | ------ | ------ | -------------- | ---- |
| 当   | 武村展英   | 40   | 自由民主党   | 新   | 57,828票 | 37.75% | ――     | 公明党推薦     | ○    |
| 比当 | 三日月大造 | 41   | 民主党       | 前   | 53,257票 | 34.76% | 92.10% | 国民新党推薦   | ○    |
|      | 久保田暁   | 44   | 日本維新の会 | 新   | 32,281票 | 21.07% | 55.82% | みんなの党推薦 | ○    |
|      | 西川仁     | 65   | 日本共産党   | 新   | 9,828票  | 6.42%  | 17.00% |                |      |

- 武村は直近の参議院滋賀県選挙区で落選していた。
- 三日月は2014年に滋賀県知事選挙に出馬のため辞職し、当選。

時の内閣：麻生内閣 解散日：2009年7月21日 公示日：2009年8月18日 （全国投票率：69.28%（1.77%））
| 当落 | 候補者名   | 年齢 | 所属党派   | 新旧 | 得票数    | 得票率 | 惜敗率 | 推薦・支持 | 重複 |
| ---- | ---------- | ---- | ---------- | ---- | --------- | ------ | ------ | ---------- | ---- |
| 当   | 三日月大造 | 38   | 民主党     | 前   | 103,445票 | 60.84% | ――     |            | ○    |
|      | 宇野治     | 61   | 自由民主党 | 前   | 54,894票  | 32.29% | 53.07% |            | ○    |
|      | 木村真佐美 | 54   | 日本共産党 | 新   | 9,957票   | 5.86%  | 9.63%  |            |      |
|      | 森川貢次   | 47   | 幸福実現党 | 新   | 1,725票   | 1.01%  | 1.67%  |            |      |

時の内閣：第2次小泉改造内閣 解散日：2005年8月8日 公示日：2005年8月30日 （全国投票率：67.51%（7.65%））
| 当落 | 候補者名   | 年齢 | 所属党派   | 新旧 | 得票数   | 得票率 | 惜敗率 | 推薦・支持 | 重複 |
| ---- | ---------- | ---- | ---------- | ---- | -------- | ------ | ------ | ---------- | ---- |
| 当   | 三日月大造 | 34   | 民主党     | 前   | 74,272票 | 46.83% | ――     |            | ○    |
| 比当 | 宇野治     | 58   | 自由民主党 | 前   | 74,006票 | 46.66% | 99.64% |            | ○    |
|      | 稲森善稔   | 59   | 日本共産党 | 新   | 10,325票 | 6.51%  | 13.90% |            |      |

時の内閣：第1次小泉第2次改造内閣 解散日：2003年10月10日 公示日：2003年10月28日 （全国投票率：59.86%（2.63%））
| 当落 | 候補者名   | 年齢 | 所属党派   | 新旧 | 得票数   | 得票率 | 惜敗率 | 推薦・支持 | 重複 |
| ---- | ---------- | ---- | ---------- | ---- | -------- | ------ | ------ | ---------- | ---- |
| 当   | 三日月大造 | 32   | 民主党     | 新   | 64,225票 | 48.02% | ――     |            | ○    |
| 比当 | 宇野治     | 56   | 自由民主党 | 新   | 57,732票 | 43.17% | 89.89% |            | ○    |
|      | 石堂晋子   | 27   | 日本共産党 | 新   | 9,648票  | 7.21%  | 15.02% |            |      |
|      | 西村明夫   | 55   | 無所属     | 新   | 2,133票  | 1.59%  | 3.32%  |            | ×    |

- 2002年の区割り変更に際して岩永、奥村共に4区に鞍替えしたため自民党、民主党とも新人が出馬した。

時の内閣：第1次森内閣 解散日：2000年6月2日 公示日：2000年6月13日 （全国投票率：62.49%（2.84%））
| 当落 | 候補者名 | 年齢 | 所属党派   | 新旧 | 得票数   | 得票率 | 惜敗率 | 推薦・支持 | 重複 |
| ---- | -------- | ---- | ---------- | ---- | -------- | ------ | ------ | ---------- | ---- |
| 当   | 岩永峯一 | 58   | 自由民主党 | 前   | 93,044票 | 43.82% | ――     |            | ○    |
|      | 奥村展三 | 55   | 無所属     | 新   | 89,358票 | 42.09% | 96.04% |            | ×    |
|      | 林俊郎   | 55   | 日本共産党 | 新   | 29,914票 | 14.09% | 32.15% |            |      |

時の内閣：第1次橋本内閣 解散日：1996年9月27日 公示日：1996年10月8日 （全国投票率：59.65%（8.11%））
| 当落 | 候補者名 | 年齢 | 所属党派     | 新旧 | 得票数   | 得票率 | 惜敗率 | 推薦・支持     | 重複 |
| ---- | -------- | ---- | ------------ | ---- | -------- | ------ | ------ | -------------- | ---- |
| 当   | 岩永峯一 | 55   | 無所属       | 新   | 70,997票 | 38.36% | ――     |                | ×    |
|      | 笠原吉孝 | 56   | 新党さきがけ | 新   | 45,414票 | 24.54% | 63.97% | 社会民主党推薦 | ○    |
|      | 栢木寛照 | 50   | 自由民主党   | 新   | 45,191票 | 24.42% | 63.65% |                | ○    |
|      | 石黒良治 | 37   | 日本共産党   | 新   | 23,456票 | 12.67% | 33.04% |                |      |